# جيم هيلتون
جيم هيلتون (29 ديسمبر 1930 - 26 نوفمبر 2008) (بالإنجليزية: Jim Hilton)‏ هو لاعب كريكت بريطاني.